# Sagchudak Island
Sagchudak Island ist eine kleine unbewohnte Insel der Andreanof Islands, die zu den Aleuten 
gehören. Die etwa 2 km lange und 27 m hohe Insel liegt an der Südküste von Atka Island.